# Sexmo de Montemayor
El Sexmo de Montemayor, llamado en ocasiones Sexmo de La Pililla es uno de los sexmos en que se divide la Comunidad de Villa y Tierra de Cuéllar.
En la actualidad, las localidades que integran esta división histórica son las de Montemayor de Pililla, San Miguel del Arroyo, Santiago del Arroyo y Viloria del Henar, siendo la capital histórica del sexmo Montemayor de Pililla, que le da nombre. En el pasado, existieron otras localidades que formaron parte del mismo, pero a día de hoy se encuentran despobladas: La Pililla, El Caño, Casarejos y San Cristóbal del Henar.
Históricamente las poblaciones del sexmo pertenecieron a la provincia de Segovia, pero tras la división territorial de España en 1833 pasaron a formar parte íntegramente de la provincia de Valladolid. Aun así, todos los municipios siguen formando parte de la Comunidad de Villa y Tierra de Cuéllar.